# Тосу (Якутія)
Тосу (рос. Тосу) — село у Вілюйському улусі Республіки Сахи Російської Федерації.
Населення становить 665 осіб. Належить до муніципального утворення Халбакінський наслег.

## Географія

### Клімат
| Клімат Тосу               | Клімат Тосу | Клімат Тосу | Клімат Тосу | Клімат Тосу | Клімат Тосу | Клімат Тосу | Клімат Тосу | Клімат Тосу | Клімат Тосу | Клімат Тосу | Клімат Тосу | Клімат Тосу | Клімат Тосу |
| Показник                  | Січ.        | Лют.        | Бер.        | Квіт.       | Трав.       | Черв.       | Лип.        | Серп.       | Вер.        | Жовт.       | Лист.       | Груд.       | Рік         |
| Середній максимум, °C     | −33,9       | −27         | −13         | −0,8        | 10,2        | 21,0        | 24,3        | 20,2        | 10,2        | −3,8        | −23         | −31,6       | −3          |
| Середня температура, °C   | −37,5       | −31,8       | −20         | −7,6        | 4,6         | 14,7        | 18,0        | 14,2        | 5,4         | −7,7        | −26,8       | −35,2       | −9          |
| Середній мінімум, °C      | −41,1       | −36,6       | −27         | −14,3       | −1          | 8,4         | 11,7        | 8,2         | 0,7         | −11,6       | −30,6       | −38,8       | −14         |
| Норма опадів, мм          | 10          | 7           | 8           | 11          | 21          | 37          | 47          | 34          | 32          | 26          | 19          | 15          | 267         |
| ------------------------- | ----------- | ----------- | ----------- | ----------- | ----------- | ----------- | ----------- | ----------- | ----------- | ----------- | ----------- | ----------- | ----------- |
| Джерело: climate-data.org |             |             |             |             |             |             |             |             |             |             |             |             |             |

## Історія
Згідно із законом від 30 листопада 2004 року органом місцевого самоврядування є Халбакінський наслег.

## Населення
| 2002 | 2010 |
| ---- | ---- |
| 731  | ↘665 |